# Великоскелівська сільська рада
| Великоскелівська сільська рада — колишній орган місцевого самоврядування у Світловодському районі Кіровоградської області з адміністративним центром у с. Велика Скельова. Сільській раді були підпорядковані населені пункти: - с. Велика Скельова - с. Мала Скельова |

## Склад ради
Рада складалася з 12 депутатів та голови.

### Керівний склад ради
| ПІБ                        | Основні відомості                                                                      | Дата обрання | Дата звільнення |
| -------------------------- | -------------------------------------------------------------------------------------- | ------------ | --------------- |
| Ломонос Ірина Валентинівна | Сільський голова, 1965 року народження, освіта, Всеукраїнське об'єднання "Батьківщина" | 26.03.2006   | 31.10.2010      |
| Могильний Сергій Оникієвич | Сільський голова, 1962 року народження, освіта середня спеціальна, безпартійний        | 31.10.2010   |                 |

Примітка: таблиця складена за даними джерела

## Населення
За переписом населення України 2001 року в сільській раді мешкало 536 осіб.

### Мова
Розподіл населення за рідною мовою за даними перепису 2001 року:
| Мова       | Відсоток |
| ---------- | -------- |
| українська | 92,34 %  |
| російська  | 7,48 %   |